# Bartolomeo Costantini
Bartolomeo Costantini detto Meo (Vittorio Veneto, 14 febbraio 1889 – Milano, 19 luglio 1941) è stato un asso dell'aviazione italiana nella prima guerra mondiale, oltre che pilota automobilistico vincitore di due Targa Florio e importante direttore sportivo delle squadre corse Bugatti e Alfa Romeo.

## Biografia
Arruolatosi volontariamente nel neonato Corpo Aeronautico Militare, durante la guerra italo-turca del 1911, fu tra i primi pionieri a sperimentare l'impiego dell'arma aerea in combattimento.
Nel maggio 1915 il Sottotenente pilota Costantini è assegnato alla 13ª Squadriglia da ricognizione e combattimento Bleriot.
Ebbe poi modo di costruirsi la fama di asso dell'aviazione durante la prima guerra mondiale: dal 15 agosto 1916 il Tenente Costantini è alla 78ª Squadriglia Caccia e dal novembre 1917 il Capitano Costantini unitosi alla famosa Squadriglia degli assi, riuscì infatti ad abbattere sei aerei nemici col suo SPAD S.VII. 
Costantini ottenne la sua prima vittoria con la 91ª Squadriglia aeroplani da caccia il 25 ottobre 1917, in collaborazione col principe Fulco Ruffo di Calabria (divenuto in seguito comandante della squadriglia dopo la morte di Francesco Baracca). 
Il giorno successivo, arrivò la prima vittoria in solitaria, con l'abbattimento di un Aviatik in ricognizione sopra Castelmonte e, un mese dopo, abbatté un terzo aereo in collaborazione con Cesare Magistrini.
Dopo un'ulteriore vittoria condivisa, seguì un periodo di 9 mesi in cui non ne conseguì altre poi, il 12 agosto 1918, a bordo di uno SPAD S.XIII, abbatté un Albatros D.III sopra Santa Lucia di Piave. Dieci giorni dopo arrivò l'ultimo successo, con l'abbattimento di un aereo biposto sopra Mareno di Piave con a bordo l'asso austro-ungarico Friedrich Hefty (5 vittorie).
Fu Costantini che, perlustrando la zona del Montello a volo radente, ritrovò i resti dell'aereo di Baracca, precipitato il giorno precedente mentre volava al suo fianco. Incluso nell'elenco dei 42 assi della Aeronautica militare italiana, fu congedato nel 1919 con il grado di tenente colonnello e si dedicò completamente alle corse automobilistiche.

## Vittorie aeree
|   | Data             | Ora   | Località             | Avversario          | Squadriglia                         | Nota                                           |
| - | ---------------- | ----- | -------------------- | ------------------- | ----------------------------------- | ---------------------------------------------- |
| 1 | 25 ottobre 1917  |       | Tolmino              | Aviatik C.I         | 91ª Squadriglia aeroplani da caccia | Condiviso con Fulco Ruffo di Calabria          |
| 2 | 26 ottobre 1917  |       | Castelmonte          | Aviatik C.I         | 91ª Squadriglia aeroplani da caccia |                                                |
| 3 | 23 novembre 1917 |       | Cornuda              | Biposto sconosciuto | 91ª Squadriglia aeroplani da caccia | Condiviso con Cesare Magistrini                |
| 4 | 30 novembre 1917 |       | Rivasecca            | EA                  | 91ª Squadriglia aeroplani da caccia | Condiviso con Adriano Bacula e Eduardo Olivero |
| 5 | 12 agosto 1918   | 20:00 | Santa Lucia di Piave | Albatros D.III      | 91ª Squadriglia aeroplani da caccia |                                                |
| 6 | 22 agosto 1918   | 10:50 | Mareno di Piave      | Biposto sconosciuto | 91ª Squadriglia aeroplani da caccia |                                                |

## Carriera automobilistica
La carriera automobilistica di Costantini iniziò nel 1914, quando Vincenzo Marsaglia lo chiamò a pilotare le vetture dell'Aquila Italiana. Dopo la pausa bellica, conclusa l'esperienza con la casa torinese, nel 1919 ricominciò a gareggiare con una Bugatti 1500 preparata dal tecnico e pilota Eugenio Silvani, con la quale vinse varie competizioni minori. Nel 1920 passò alla Bianchi e quindi alla Amilcar, sulle cui vetture spadroneggiò ampiamente nella classe 1100, durante le stagioni 1921 e 1922.
Il suo stile di guida sempre adeguato al mezzo meccanico e la sua competenza tecnica non sfuggirono all'occhio esperto di Ettore Bugatti che nel 1923 lo ingaggiò nella sua squadra corse. Nel 1925, con la Bugatti Tipo 35, Costantini conquistò il giro più veloce al GP di San Sebastian, arrivò quarto al Gp di Francia, raggiunse il podio nel  Gran Premio d'Italia e vinse la prestigiosa  Targa Florio.
Nel 1926 vinse il Gran Premio di Spagna, il Gran Premio di Milano e nuovamente la Targa Florio. A queste affermazioni si aggiunsero le piazze d'onore nel Gran Premio di Francia e nel Gran Premio d'Italia, oltre al terzo posto nel Gran Premio d'Europa, alla guida di una Bugatti T39A.
Nel 1927, in seguito alla morte dell'amico Giulio Masetti, decise di interrompere la carriera agonistica, ricoprendo l'incarico di direttore sportivo della Bugatti, che portò a vincere altre tre edizioni della Targa Florio (1927, 1928, 1929) oltre a innumerevoli altre gare, contribuendo a creare il mito dell'imbattibilità della Casa francese in quegli anni. Lasciò le redini del reparto corse al figlio del fondatore, Jean Bugatti, nel 1935.
Nel 1939 venne chiamato a prendere il posto di Enzo Ferrari alla guida del Reparto Corse Alfa Romeo, ma la seconda guerra mondiale interruppe dopo un solo anno la sua opera di riorganizzazione. Partecipò allo sviluppo dell'Alfa Romeo 158 B che sotto la sua direzione vinse la Coppa Acerbo a Pescara. Non fece però in tempo a vedere i trionfi delle "Alfetta" del dopoguerra, morendo nella clinica Principessa Jolanda di Milano, il 26 luglio 1941, a soli 52 anni.
In sua memoria, al Dubai Motor Show del 2013, è stata presentata la Bugatti Veyron Grand Sport Vitesse Meo Costantini, il terzo di sei modelli nella serie speciale Les Légendes de Bugatti, programmata per celebrare gli uomini che hanno costruito l'epopea sportiva della Bugatti.

## Risultati

### Gran Premi di automobilismo
| Anno | Squadra                | Costruttore     | Vettura         | 1       | 2       | 3   |
| ---- | ---------------------- | --------------- | --------------- | ------- | ------- | --- |
| 1914 | Aquila Italiana        | Aquila Italiana | Aquila Italiana | FRA Rit |         |     |
| 1924 | Automobiles E. Bugatti | Bugatti         | Bugatti T35     | IND     | FRA Rit | ITA |

### Campionato mondiale costruttori
| Anno | Squadra        | Costruttore | Vettura                | 1   | 2      | 3     | 4     | 5     |
| ---- | -------------- | ----------- | ---------------------- | --- | ------ | ----- | ----- | ----- |
| 1925 | Usines Bugatti | Bugatti     | Bugatti T35 Bugatti 39 | IND | BEL    | FRA 4 | ITA 3 |       |
| 1926 | Usines Bugatti | Bugatti     | Bugatti T39A           | IND | FRA NC | ESP 3 | GBR   | ITA 2 |

### Gare extra campionato
| Anno    | Vettura | 1     | 2     | 3       | 4     |
| ------- | ------- | ----- | ----- | ------- | ----- |
| 1921    | Bugatti | GAR 2 |       |         |       |
| 1922    | Bianchi | MNZ 7 |       |         |       |
| 1924    | Bugatti | SEB 2 |       |         |       |
| 1925    | Bugatti | TGF 1 | CFL 1 | SEB Rit |       |
| 1926    | Bugatti | TGF 1 | CFL 1 | LAS 1   | MIL 1 |
| Legenda |         |       |       |         |       |

### Targa Florio
| Anno    | Scuderia                   | Costruttore     | Vettura         | Numero | Categoria     | Classe | Co-Pilota | Giri | Risultato assoluto | Risultato di classe |
| ------- | -------------------------- | --------------- | --------------- | ------ | ------------- | ------ | --------- | ---- | ------------------ | ------------------- |
| 1914    | Bartolomeo Costantini      | Aquila Italiana | Aquila Italiana | 27     | Corsa         | Libera |           | 2    | Rit                | Rit                 |
| 1925    | Automobiles Ettore Bugatti | Bugatti         | Bugatti T35     | 8      | Categoria III | 2.0    |           | 4    | 1º                 | 1º                  |
| 1926    | Automobiles Ettore Bugatti | Bugatti         | Bugatti T35T    | 27     | Categoria IV  | 2.0    |           | 4    | 1º                 | 1º                  |
| Legenda |                            |                 |                 |        |               |        |           |      |                    |                     |